# Saint-Suliac
Saint-Suliac är en kommun i departementet Ille-et-Vilaine i regionen Bretagne i nordvästra Frankrike. Kommunen ligger i kantonen Châteauneuf-d'Ille-et-Vilaine som tillhör arrondissementet Saint-Malo. År 2022 hade Saint-Suliac 977 invånare.

## Befolkningsutveckling
Antalet invånare i kommunen Saint-Suliac
Referens:INSEE